# Irská konfederace
Irská katolická kofederace (irsky Comhdháil Chaitliceach na hÉireann) byla irská katolická vláda povstalců ovládající dvě třetiny Irska během jedenáctileté války. Sídlem vlády bylo město Kilkenny a proto bývá někdy nazývána „Kilkennskou konfederací“. Byla vytvořena katolíky gaelského a anglo-normanského původu (šlo zejména o katolickou šlechtu, vlastníky půdy, duchovenstvo a vojenské důstojníky) po irském povstání v roce 1641.
Smyslem konfederace byla obrana Irska před možným útokem ze strany anglického parlamentu (nepřátelského vůči katolické církvi), skotských stoupenců covenantu (obě uskupení tou dobou válčila s králem Karlem I.) a protestantských usedlíků z Ulsteru, někdy však válčila i s Karlovými roajalisty. Účastnila se občanských válek tří království. V roce 1652 konfederace zanikla poté, co byla spolu s roajalistickými spojenci poražena vojskem parlamentu vedeném Oliverem Cromwellem. I poté mnozí Irové pokračovali v partyzánských bojích po následující rok.

Vojenský prapor vyjadřující věrnost králi